# پناهگاه حیات وحش میاندشت
پناهگاه حیات وحش میاندشت یک پناهگاه حیات وحش با مساحت ۶۹۳۵۸ هکتار است که در استان خراسان شمالی در ایران قرار دارد. این پناهگاه حیات وحش طبق مصوبهٔ شمارهٔ ۵۸۰ در تاریخ ۱۳۵۴/۵/۲۱ در فهرست مناطق تحت حفاظت سازمان محیط زیست ایران قرار گرفت.
میاندشت در سال ۱۳۵۲ تحت حفاظت قرار گرفت و در آن هنگام با داشتن حدود ۳۵۰۰ رأس غزال ایرانی (آهو) و تعدادی یوزپلنگ از بهترین زیست‌گاه‌های این دو جانور به‌شمار می‌آمد.
این منطقه یکی از غنی‌ترین مناطق استپی کشور از نظر تنوع و شمار گونه‌های جانوری است و اگرچه در اقلیم خشک و نیمه خشک قرار می‌گیرد ولی وجود رودخانه فصلی کال شور در منطقه باعث شده تا چندان با مشکل کم‌آبی روبرو نباشد.
پوشش گیاهی منطقه بیشتر از گیاهان هالوفیت نظیر گز و خار شتر و ریش بز و تاغ و گون است.
روباه معمولی، خرگوش، آنقوت، هوبره، گوسفند وحشی، گرگ، گراز، طرلان، سارگپه پابلند، عقاب شاهی، دلیجه، انواع موش دوپا، سیاه‌گوش، گربه دشتی، گربه پالاس، پلنگ، کفتار راه‌راه، شغال، تشی، زرده‌بر و خارپشت برانت از دیگر جانوران شاخص یا دارای جمعیت مناسب این منطقه می‌باشند.
مهم‌ترین تهدید برای محیط زیست این منطقه، مانند تمام زیستگاه‌های مرتعی دیگر ایران، چرای بیش از حد ظرفیت توسط دام‌های اهلی است که تعداد آن‌ها گاه تا ۵۰ هزار رأس هم می‌رسید ولی در سال‌های اخیر تلاش‌هایی برای کاهش آن صورت گرفته است. همچنین دشتی و هموار بودن منطقه باعث آسیب‌پذیری آن در برابر شکارچیان شده و تعداد آهوها را از ۳۵۰۰ رأس در دهه پنجاه به حدود ۳۰۰ رأس در اواخر دهه ۸۰ کاهش داده است.

## یوز
میاندشت اکنون تنها زیستگاه دشتی و عادی یوزپلنگ آسیایی است. با توجه به اینکه از دهه ۱۳۶۰ هیچ گزارش مستندی از مشاهده یوز در این منطقه به‌دست نیامده بود و همچنین کاهش بسیار شدید جمعیت آهوهای منطقه تصور می‌شد این حیوان در این منطقه منقرض شده باشد. اما از سال ۱۳۸۲ چندین بار از یوزهای بالغ و توله در این منطقه تصویربرداری شده و گزارش‌های مستندی از مشاهده آن در دست است. همچنین تحقیقات انجمن یوزپلنگ ایرانی نشان می‌دهد که نسل یوزپلنگ در این منطقه هیچگاه منقرض نشده بوده و در دو دههٔ اخیر حداقل ۴ یوز در این منطقه کشته شده‌اند.
مرکز تحقیقات یوزپلنگ آسیایی در شرایط نیمه‌طبیعی از سال ۱۳۸۸ در این منطقه فعالیت خود را آغاز کرده است. در این مرکز یک یوز جوان به نام کوشکی (متولد به شمسی :۱۳۸۳ به میلادی:۲۰۱۳) در یک محوطه فنس‌کشی ۱۲ هکتاری نگهداری شده و برنامهٔ غذایی آن خرگوش ۳ روز از هفته خرگوش ۲ روز بز ۱ روز مرغ و ۱ روز استراحت است. دلبر از خار توران نیز مثل کوشکی فقط آن در دو سالگی نه در ۱ سالگی گیر ۱ شکار چی غیرقانونی افتاد حالا او با کوشکی است آنان با هم جفت‌گیری کردند